# Corgatha producta
Corgatha producta är en fjärilsart som beskrevs av George Francis Hampson 1902. Corgatha producta ingår i släktet Corgatha och familjen nattflyn. Inga underarter finns listade i Catalogue of Life.